# Episodi di LEGO Ninjago (settima stagione)
La settima stagione, della serie animata Ninjago: Masters of Spinjitzu, sottotitolata Le lancette del tempo (The Hands of Time), composta da dieci episodi, è stata trasmessa negli Stati Uniti d'America su Cartoon Network dal 15 maggio al 26 maggio 2017.
In Italia è stata trasmessa sul canale Cartoon Network dal 3 febbraio al 7 aprile 2017.
La stagione è stata aggiunta su Netflix Italia nell'estate 2021.
La stagione introduce i due principali antagonisti chiamati Lancette del tempo (noti anche come Gemelli del tempo), due fratelli che sono Maestri Elementali e hanno la capacità di controllare il tempo. La trama segue le Lancette del tempo mentre recuperano quattro lame del tempo sparse per Ninjago e coinvolge i protagonisti ninja Kai e Nya che seguono i Gemelli del tempo a ritroso nel tempo. La stagione si conclude con un cliffhanger che coinvolge il Sensei Wu perso nel tempo, risolto solo con l'uscita della stagione successiva.

L'antagonista Principale di ninjago Stagione 7 sono: Acronix e Krux e gli eserciti di vermillion, Machia, Raggmunk, Blunck
| nº | Titolo originale                         | Titolo italiano        | Prima TV USA   | Prima TV Italia  |
| -- | ---------------------------------------- | ---------------------- | -------------- | ---------------- |
| 1  | The Hands of Time                        | Le lancette del tempo  | 15 maggio 2017 | 3 febbraio 2017  |
| 2  | The Hatching                             | La schiusa             | 16 maggio 2017 | 10 febbraio 2017 |
| 3  | A Time of Traitors                       | Epoca di traditori     | 17 maggio 2017 | 17 febbraio 2017 |
| 4  | Scavengers                               | Rovistatori            | 18 maggio 2017 | 24 febbraio 2017 |
| 5  | A Line in the Sand                       | Una linea nella sabbia | 19 maggio 2017 | 3 marzo 2017     |
| 6  | The Attack                               | Il rapimento di Wu     | 22 maggio 2017 | 10 marzo 2017    |
| 7  | Secrets Discovered                       | La rivelazione         | 23 maggio 2017 | 17 marzo 2017    |
| 8  | Pause and Effect                         | La quarta lama         | 24 maggio 2017 | 24 marzo 2017    |
| 9  | Out of the Fire and Into the Boiling Sea | Una missione rischiosa | 25 maggio 2017 | 31 marzo 2017    |
| 10 | Lost in Time                             | Perduti nel tempo      | 26 maggio 2017 | 7 aprile 2017    |

## Le lancette del tempo
- Titolo originale: The Hands of Time
- Diretto da: Michael Helmuth Hansen
- Scritto da: David Shayne

### Trama
Alle rovine del Monastero di Spinjitzu uno strano vortice si apre per ammettere un misterioso guerriero incappucciato che viene poi affrontato dal Maestro Wu; la coppia si riconosce e Wu rivela che sono passati quarant'anni dall'ultima volta che ha incontrato il suo nemico. Altrove, Misako sta scaricando forniture al Tempio di Airjitzu con l'assistenza di Ronin e la "supervisione" di Dareth, mentre i Ninja stanno aiutando il dottor Saunders al museo. Mentre lì Kai e Nya trovano un ritratto dei loro genitori scomparsi, e i ninja scoprono anche il ritratto di una battaglia tra Wu e Garmadon e le "mitiche" Lancette del Tempo, Acronix e Krux. Che per caso è l'avversario misterioso di Wu e Acronix che viene sconfitto, ma poi ricomincia la battaglia dopo che una Lama del Tempo emerge dal vortice, causando un'onda temporale che attira i ninja nel monastero dopo che Acronix ha colpito Wu con l'arma chiamando la sua mossa "il Pugno del Tempo". Arrivati i ninja iniziano a combatterlo uno dopo l'altro poi tutti insieme, durante la battaglia che ne seguì, Acronix rivela che conosceva il padre di Kai e poi fuggì dopo avere falsificato la sua stessa scomparsa; poi incontra il Dr. Saunders, che si rivela essere nientemeno che Krux.

## La schiusa
- Titolo originale: The Hatching
- Diretto da: Trylle Vilstrup
- Scritto da: David Shayne

### Trama
Wu, che si sta ancora riprendendo dalla sua battaglia con Acronix, rivela ai Ninja che le Lancette del Tempo erano una volta Maestri Elementali che si rivolsero ai loro compagni dopo le Guerre delle Serpentine. Dopo una serie di battaglie, i loro poteri furono drenati nei quattro Lame del Tempo, che vennero poi inviati nel vortice temporale e seguiti da Acronix e Krux stessi. Credendo che entrambi siano stati distrutti, i Ninja si sono messi al lavoro spacchettando le scatole delle loro cose nel Tempio di Airjitzu, con Nya che esprime rammarico per avere lasciato dietro di sé il personaggio di Samurai X. Nel frattempo, Acronix e Krux riuniti si imbarcano nel loro piano per conquistare Ninjago, che consiste nel liberare i Vermillion, serpenti che si uniscono tra loro all'interno dell'armatura per formare guerrieri umanoidi. Uno viene inviato per rapire Cyrus Borg al suo lancio del nuovo prodotto, e altri due si scatenano. Quando i Ninja arriva per salvarlo, Acronix e Krux rapiscono Borg mettendo Zane al tappeto cerca di portarlo in salvo Borg, Mentre i Vermillion tengono occupato gli altri ninja.

## Epoca di traditori
- Titolo originale: A Time of Traitors
- Diretto da: Peter Hausner
- Scritto da: John Behnke

### Trama
Mentre Krux e Acronix scatenano altri Vermillion, inclusi i comandanti Macchia, Blunck e Raggmunk, i Ninja si separano nel tentativo di determinare cosa c'è dietro l'ultima minaccia di Ninjago, che include il rapimento di vari artigiani provenienti da tutta la città. Cole, Jay e Nya riportano l'inattivo Zane nella grotta del Samurai X nella speranza di ripararlo, e presto scoprono che nei ricordi di Zane vedono un video slowmotion vedono che Acronix è ancora vivo e in combutta con il dottor Saunders. Kai fa la stessa scoperta dopo avere visitato Saunders al museo con un pezzo di armatura Vermillion, così come avere imparato che Saunders è Krux; il cattivo rivela anche che i genitori di Kai si sono schierati con lui e Acronix durante il loro conflitto con i Maestri Elementali. Nya poi arriva per sostenere Kai contro le Lancette del Tempo, ma i cattivi fuggono con Cyrus Borg usando la prima Lama del Tempo usata contro Wu. Dopo che Kai e Nya sono tornati nella grotta del Samurai X, Zane si sta attivando, ma non sa parlare bene.

## Rovistatori
*Titolo originale: Scavengers
- Diretto da: Michael Helmuth Hansen
- Scritto da: Jack Thomas

### Trama
Wu confessa a Misako che l'attacco di Acronix contro di lui al monastero ha accelerato il suo processo di invecchiamento, mentre Nya continua i suoi tentativi di riparare Zane mentre Pixel e furiosa per la mancanza di progressi di Nya. Con Wu fuori combattimento, Lloyd cerca di radunare i Ninja per il senso di colpa per non essere stato per lui al monastero, mentre Kai continua a lottare con l'affermazione di Krux che i suoi genitori erano traditori. I Vermillion irrompono nella città di Ninjago in cerca di metallo, e Kai prende Cole e Jay per affrontarli sfidando gli ordini di Lloyd e vengono raggiunti da Ronin, Dareth, Nya e Zane, quest'ultimo ancora malfunzionante. Nel tentativo di impedire le loro interferenze, il comandante Machia manda un gruppo di Vermillion a chiudere l'energia della città di Ninjago. Dopo un discorso di incoraggiamento da parte di Wu, Lloyd si unisce ai suoi compagni di squadra, che riescono a ripristinare l'energia. Ma quando tutto sembra finito i Ninja devono difendere il Parco divertimenti di Ninjago perché i Vermillion stanno ancora prendendo il metallo, ma Jay si stacca dal gruppo perché gli è venuto in mente che i Vermillion potrebbero rovistare persino nella discarica dei suoi genitori.

## Una linea nella sabbia
- Titolo originale: A Line in the Sand
- Diretto da: Trylle Vilstrup
- Scritto da: Adam Beechen

### Trama
I Ninja si scontrano con i Vermillion al parco divertimenti mentre Jay va in aiuto dei suoi genitori mentre la loro discarica viene invasa. Tuttavia, arriva una seconda Lama del Tempo cambiando le cose, con gli Ordini di Macchia i Vermillion di recuperarlo dopo che la tecnologia che ama Acronix individua la sua posizione usando il suo nuovo Borg Watch, con il fastidio del suo fratello che odia l'innovazione. Le due parti di Vermillion partono, con il gruppo di demolitori che rapisce la madre di Jay e ruba una grande quantità di metallo, e riesce a raggiungere per primi la Lama del Tempo. I suoi poteri permettono loro di tenere a bada il Ninja fino a quando Jay arriva con la sua nuova bicicletta, che ha messo insieme con l'aiuto di suo padre. Jay salva sua madre abbandonando i Ninja che riescono a recuperare la lama e fuggire nel Jet Ultra Raider Super Sonico.

## Il rapimento di Wu
- Titolo originale: The Attack
- Diretto da: Peter Hausner
- Scritto da: Ryan Levin

### Trama
Essendo tornati al Tempio di Airjitzu, Jay, Cole e Zane stanno lasciando che il loro successo nel recuperare la seconda Lama del Tempo vada alla loro testa mentre Lloyd teme rappresaglie dalle Lancette del Tempo, Kai rimugina sul presunto tradimento dei suoi genitori, e Nya cercare la sua armatura da Samurai X che crede che i Vermillion l'abbiano rubata. Wu si alza e sostiene le paure di Lloyd e riconosce un simbolo marchiato su un elmo dei Vermillion che sono stati recuperati in precedenza; Wu dopo avere visto l'elmo prima che possa esprimersi dicendo "Questo cambia Tutto!". Il Tempio viene attaccato da Acronix e Krux e dal loro esercito di Vermillion. Mentre i suoi compagni di squadra cercano di combatterli, Lloyd usa il suo drago per attaccare le forze a terra, però si dissolva a causa della sua paura; poi viene inaspettatamente salvato dal Samurai X Mech, rivelando che i Vermillion non erano responsabili del furto delle attrezzature di Nya, dopotutto. La Destiny Bounty viene abbattuta e anche il Samurai X Mech. Krux, Acronix e Macchia arrivano sul Tempio; dopo una serie di battaglie riescono a prendere la Lama del Tempo e rapire Wu prima di partire. Dopo di che Kai scopre quello che Wu ha visto lui stesso nell'elmo dicendo "Questo cambia Tutto!".

## La rivelazione
*Titolo originale: Secrets Discovered
- Diretto da: Michael Helmuth Hansen
- Scritto da: Jack Thomas

### Trama
Con la Bounty distrutta i Ninja sono costretti a prendere veicoli nuovi e vecchi separandosi mentre escono per localizzare Wu e i loro nemici: Cole prende il Tumbler di Titanio, Jay prende la sua bicicletta, Kai e Nya prendono le loro vecchie bici, e Lloyd e Zane usano una nuova nave la Destiny Shadow, una barca volante regalatagli da sua madre Misako che rivela anche che Wu sta invecchiando rapidamente. Mentre Kai si rende conto che il marchio sui caschi Vermillion è il marchio del fabbro di suo padre; lui e Nya si misero quindi separatamente per trovare le risposte. Kai torna nel loro negozio di famiglia e scopre una camera nascosta che nasconde uno strano pugnale a doppia lama e la prende come prova che i suoi genitori sono vivi, mentre Nya ritorna alla Grotta di Samurai X, trova il ladro che indossa il suo vestito, che cambia la sua voce per sembrare diversa potenziali candidati come Dareth, Ronin, Misako e Garmadon. Alla fine la convinzione e le abilità del Nuovo Samurai X sono sufficienti per permettere a Nya di abbandonare la sua identità, anche se insiste sul fatto che il nuovo Samurai X cambi il proprio schema di colori; anche se arriva a credere che Skylor sia lei a indossare l'armatura, ma successivamente viene dimostrato errato dopo averla trovata con Kai. Nel frattempo, gli altri quattro ninja cercano nelle fogne di Ninjago per la tana delle Lancette del Tempo dopo avere scoperto il laboratorio di Krux nel Museo e imbattersi in diverse Serpentine guidate da Skilar, che rivela che i Vermillion sono la progenie del Great Devourer. Quando i Ninja avvertono Kai e Nya capiscono che i loro genitori potrebbero essere ancora vivi nella base delle Lancette del Tempo.

## La quarta lama
- Titolo originale: Pause and Effect
- Diretto da: Trylle Vilstrup
- Scritto da: John Behnke

### Trama
Dopo essere stati ricomposti i Ninja si dirigono nella palude sotterranea dove sono stati allevati i Vermillion per salvare i lavoratori catturati, Wu e Cyrus Borg, mentre Kai è determinato a rintracciare e affrontare suo padre. Zane, ancora alle prese con l'assenza di P.I.X.A.L., cerca Borg mentre Lloyd insegue Wu, mentre Cole e Jay trovano i prigionieri, incluso il Maestro dell'Elemento del Metallo Karlof e i Royal Blacksmiths il gruppo di cantanti del padre di Cole. Lloyd trova Wu sotto la protezione di Raggmunk e Blunck, che si lamentano della recente promozione di Machia su di loro, Lloyd tenta di salvare Wu, ma fallisce. Cole e Jay tentano di salvare i vari artigiani, mentre la terza Lama del Tempo ritorna a Ninjago e viene recuperato dalle Lancette del Tempo. Nel frattempo, Kai si confronta con suo padre Ray credendo che lui sia un traditore, però viene fermato da sua madre Maya e Nya, e poi apprende che Krux, dopo essere tornato da solo a Ninjago, aspettato suo fratello per quarant'anni travestito nel Dr. Saunders. Dopo di che si è vendicato contro Ray e Maya perché li avevano aiutati Wu e Garmadon per creare le Quattro Lame del Tempo, Krux ricatta Ray e Maya di uccidere Kai e Nya bambini. Krux aveva un progettato i suoi piani di conquista con l'aiuto di Ray e Maya di costruire armi e armature per i Vermillion. Spiega anche che questi piani includono un'arma mostruosa nota come Iron Doom, che combina l'esperto di fabbro Ray con la tecnologia di Cyrus Borg e le Quattro Lame del Tempo per viaggiare nel tempo, che le Lancette del Tempo intendono utilizzare per conquistare tutto il tempo. Sfortunatamente, prima che possano agire per fermarlo, Acronix e Krux e le loro forze arrivano e informano Kai e Nya che li aiuteranno a recuperare l'ultima Lama del Tempo dal suo nascondiglio. mentre gli altri ninja hanno liberato i prigionieri, ma le Uova Vermillion si schiudono e a quanto pare sono in trappola.

## Una missione rischiosa
- Titolo originale: Out of the Fire and Into the Boiling Sea
- Diretto da: Peter Hausner
- Scritto da: David Shayne

### Trama
Senza altra speranza di salvare Wu, Kai e Nya sono costretti a entrare nella biblioteca sommersa di Hono Mizu nel Mare Bolente, una regione vulcanica dove i loro genitori nascondono la Lama del Tempo che si fa chiamare "la Lama dell'inversione. Usando la doppia lama che Kai aveva preso, combinano i loro elementi per formare il Drago della Fusione ed entrare nell'ambiente pericoloso, dove affrontano numerosi ostacoli. Nel frattempo, gli altri Ninja si sono salvati dalla trappola, essi sono viaggio per salvare Cyrus Borg, solo per sapere che ha truccato un'autodistruzione sul Iron Doom. In una battaglia successiva con le truppe Vermillion di Blunck e Raggmunk, i Ninja vengono raggiunti da Samurai X Blu, che è arrivato cercando di salvare Borg anche dopo avere hackerato i sensori di Zane. Kai e Nya riescono a recuperare la lama, per poi consegnarla ad Acronix e Krux che fanno il doppio gioco e dopo una serie di scontri Ray salva Kai, ma viene colpito dal Pungo del Tempo come Wu; alla fine vengono fermati e lasciati cadere al loro destino, ma sopravvivono formando nuovamente il Drago della Fusione. le Lancette del Tempo ritornano alla loro base, e dopo avere ostacolato il sabotaggio di Borg, tutti i Vermillion entrano nel Iron Doom, che poi crea un vortice temporale, ma prima vengono inseguiti da Kai, Nya e Wu. Mentre i loro genitori abbandonano il Drago, spariscono dal vortice.

## Perduti nel tempo
- Titolo originale: Lost in Time
- Diretto da: Michael Helmuth Hansen
- Scritto da: David Shayne

### Trama
Lasciati nel presente Ray e Maya si incontrano con Borg, Samurai X Blu e i rimanenti Ninja mentre Kai e Nya sono saliti a bordo nel Iron Doom con Wu nella speranza di fermare le Lancette del Tempo e recuperare la Lama dell'inversione per curare Wu dal Pugno del Tempo. Il piano di Acronix e Krux viene presto rivelato quando Iron Doom arriva nel passato di Ninjago subito dopo la sconfitta originale delle Lancette del Tempo per mano degli Maestri degli Elementi, che vengono presto attaccati dai Vermillion. Facendo del loro meglio per mitigare qualsiasi danno al passato senza causare altro, Kai e Nya impersonano i loro genitori per unirsi al giovane Wu, Garmadon e ai loro alleati in battaglia, Krux e Acronix sono rimasti delusi dalla battaglia persa e dalla rabbia distruggono Blunk, Raggmunk e Machia per poi controllare i serpenti Vermillion. egli gli ordinano di fondersi con Iron Doom e dargli il potere di movimento. Raggiungono presto la vittoria sui Maestri degli Elementi, dando vita a un presente in cui non esiste tecnologia ne Zane però Ray continua a deteriorarsi mentre invecchia rapidamente. Kai e Nya formano il Drago della Fusione ancora una volta per attaccare, ma Kai viene sconfitto dopo che Nya lascia una commissione non specificata; tuttavia, le Lancette del Tempo decidono di partire per il lontano futuro in modo che nessuno debbano continuare a occuparsi delle loro interferenze. Nya avendo trovato la Lama dell'inversione in passato prima di essere nascosta nel Mare Bolente, Nya la usa per guarire Wu, e con l'aiuto di Kai usandola per invertire il tempo, permettendo loro di salire sul Iron Doom lasciando la Lama dell'inversione al giovane Wu. dopo una battaglia a bordo del Iron Doom, Wu vede il suo amico Ray invecchiare rapidamente e dai sensi di colpa capisce che la battaglia deve finirla solo lui, poi rimuove la Lama dell'inversione, che porta Iron Doom alla deriva in tempo, e lo consegna a Kai e Nya, che vengono poi lasciati nel presente dove la usano per salvare Ray. i Ninja ormai riuniti decidono che Lloyd e il nuovo Maestro dei Ninja, Lloyd accetta e decide che devono nascondere insieme la Lama dell'inversione in un posto sicuro e rassicura i Ninja dicendo che non si arrenderanno mai finché non troveranno Wu.